# Katy Clark

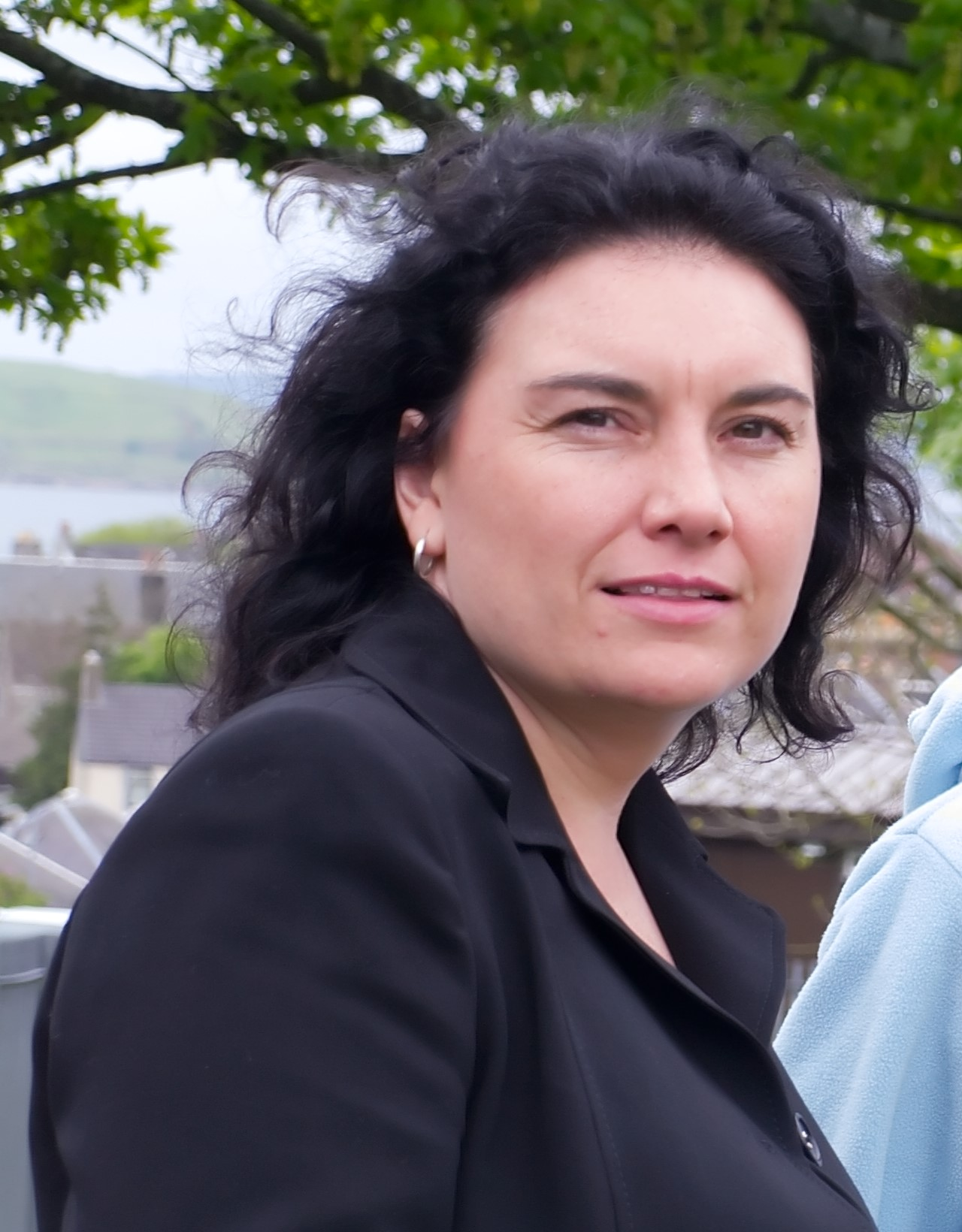
Katy Clark, 2007

Kathryn Sloan („Katy“) Clark, Baroness Clark of Kilwinning (* 3. Juli 1967 in Kilwinning) ist eine britische Politikerin.

## Leben
Clark wurde 1967 in Kilwinning geboren. Sie besuchte die Ayr Grammar Primary School sowie die Kyle Academy in Ayr. Anschließend studierte Clark an der Universität Aberdeen Jura und schloss 1990 als Bachelor ab. Ein juristisches Diplom erwarb sie dann an der Universität Edinburgh. Neben ihrer Tätigkeit als selbstständiger Solicitor in Edinburgh und Musselburgh engagierte sie sich in der Gewerkschaft GMB. Später war sie als Juristin für die Gewerkschaft UNISON tätig.

## Politischer Werdegang
1985 schloss sich Clark der Labour Party an. Erstmals trat sie bei den Unterhauswahlen 1997 zu Wahlen auf nationaler Ebene an. Sie bewarb sich für die Labour Party um das Mandat des Wahlkreises Galloway and Upper Nithsdale. Da Clark nur den drittgrößten Stimmenanteil für sich verbuchen konnte, verpasste sie den Einzug in das britische Unterhaus deutlich. Zu den Unterhauswahlen 2005 kandidierte Clark im neugeschaffenen Wahlkreis North Ayrshire and Arran. Sie setzte sich deutlich gegen ihre Kontrahenten durch und zog in der Folge erstmals in das House of Commons ein. Bei den Wahlen 2010 verbuchte sie Stimmgewinne und verteidigte ihr Mandat. Infolge massiver Stimmverluste schied Clark bei den Unterhauswahlen 2015 aus dem House of Commons aus. Das Mandat errang die SNP-Kandidatin Patricia Gibson.
Am 3. September 2020 wurde sie als Baroness Clark of Kilwinning, of Kilwinning in the County of Ayrshire, erhoben und ist dadurch seither Mitglied des britischen Oberhauses.
Im Mai 2021 wurde sie als Abgeordnete für West Scotland ins Schottische Regionalparlament gewählt.